# Nordkalottfolket
Nordkalottfolket, tidigare
Finnmarkslista, är ett norskt samiskt politiskt parti.
Nordkalottfolket är för närvarande (2024) det näst största partiet i det norska Sametinget efter Norske Samers Riksforbund 
med nio mandat. Partiet har dessutom medlemmar i fylkestinget i Troms og Finnmark.
Partiet startade år 2005 under namnet Finnmarkslista och samma år  valdes grundaren, Toril Bakken Kåven, in i Sametinget. Vid valet år 2013 fick partiet 4,3 procent av rösterna och tre mandat. Partiet bytte till sitt nuvarande namn år 2016 och vid valet år 2021 kom det stora genombrottet med 18,3 procent av rösterna och nio mandat. I juni 2022 utsågs Arne Kristian Vestre till ny ordförande för partiet.
Vid fylkesvalet år 2023 fick partiet sju representanter i fylkestinget i Finnmark och en  representant i fylkestinget i Troms.
På årsmötet år 2024 valdes 
Vibeke Larsen till ny ordförande för partiet.